# Uroctea durandi
Uroctea durandi är en spindelart som först beskrevs av Pierre André Latreille 1809.  Uroctea durandi ingår i släktet Uroctea och familjen Oecobiidae. Inga underarter finns listade i Catalogue of Life.

## Bildgalleri

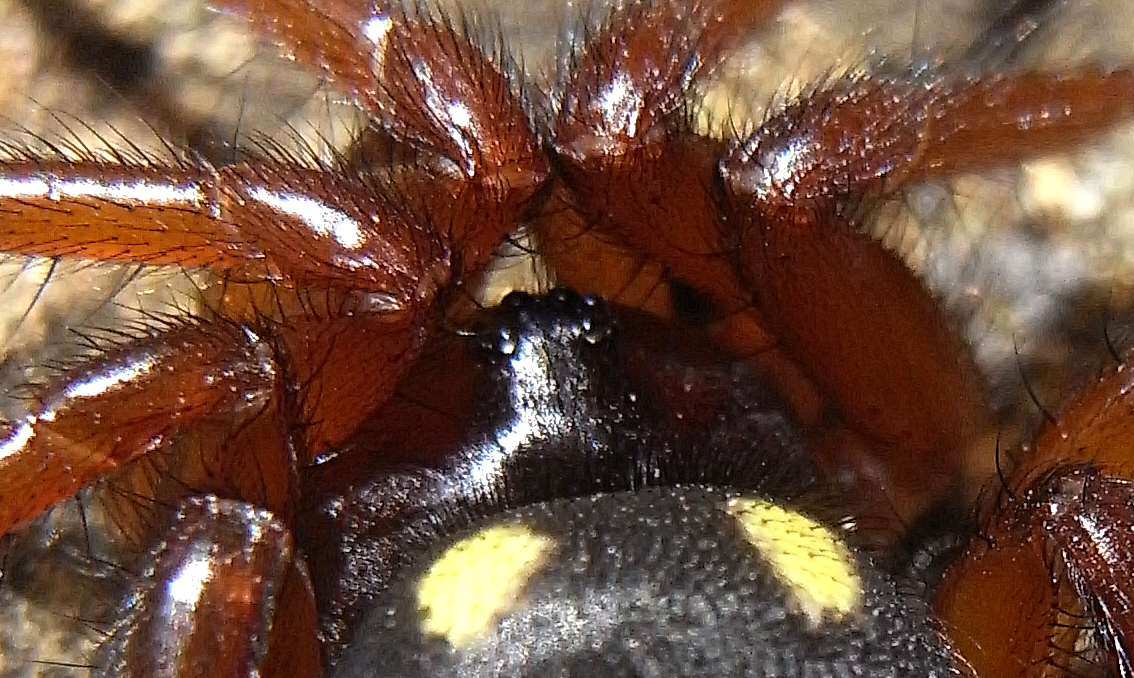
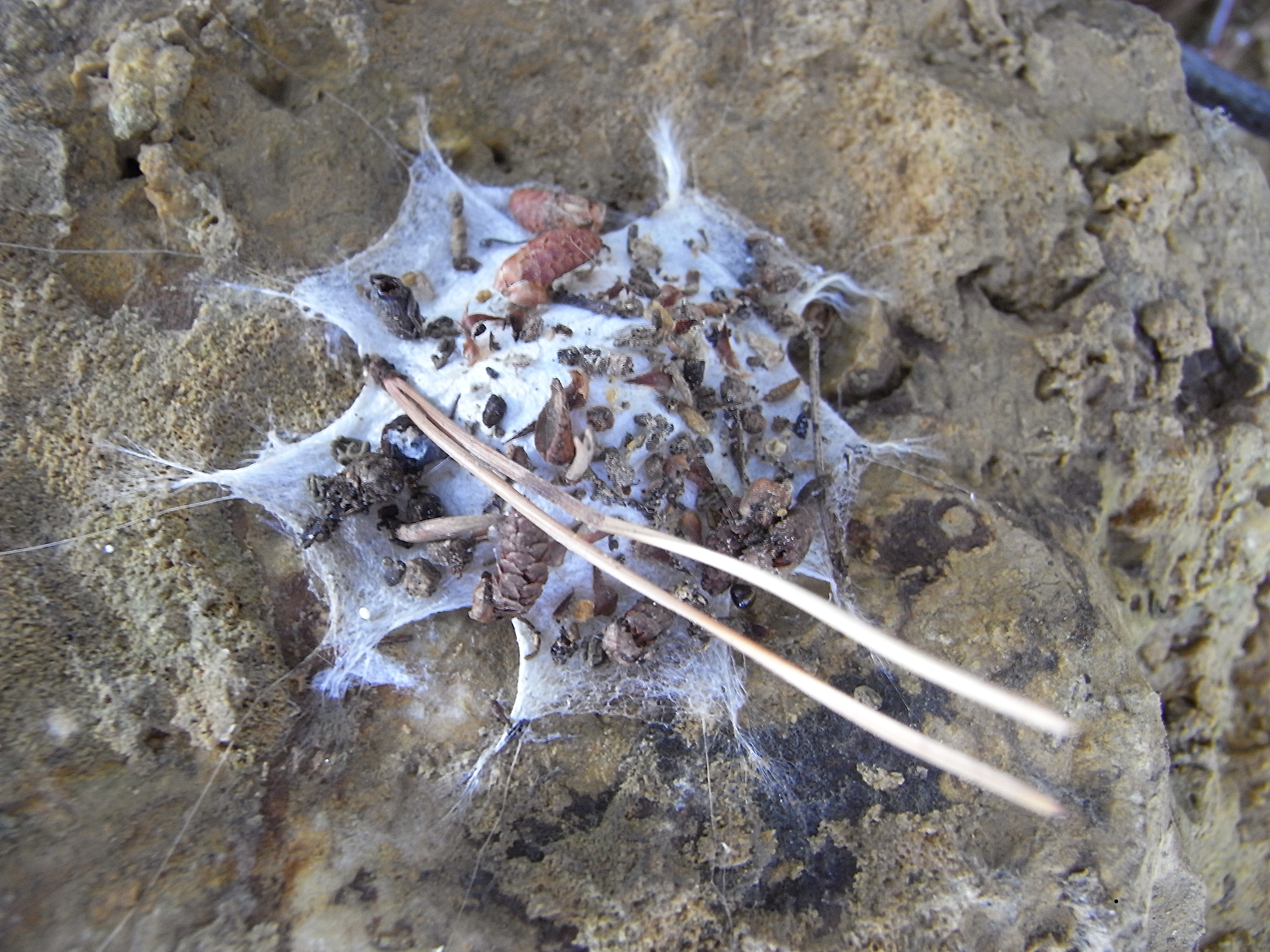
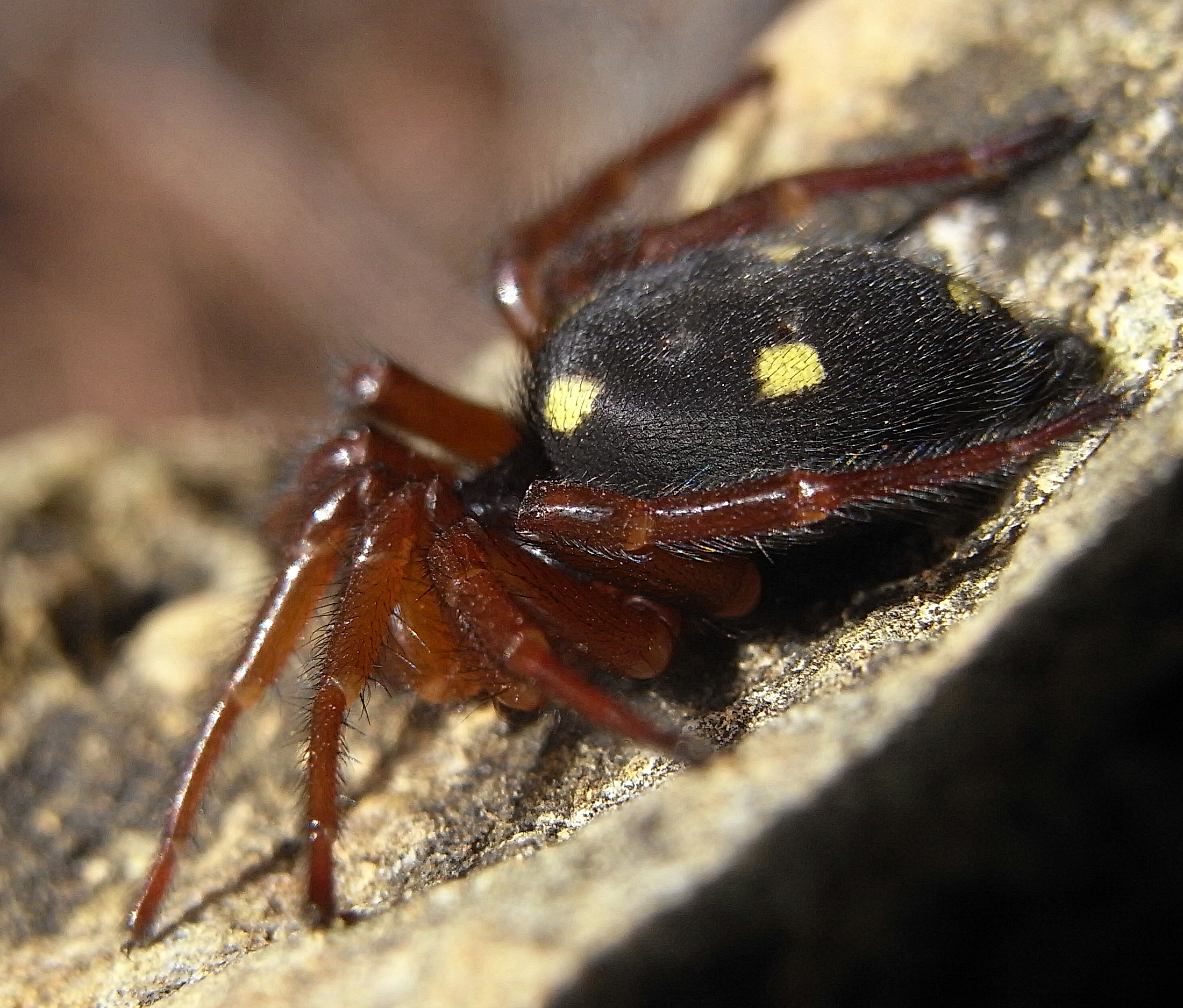